# Ivan Ntege
Ivan Ntege (Uganda, 8 settembre 1994) è un calciatore ugandese, centrocampista del Township Rollers e della nazionale ugandese.

## Palmarès

### Club

#### Competizioni nazionali
- Campionato ugandese: 4

Kampala City: 2013, 2014, 2016, 2017
- Coppa d'Uganda: 1

Kampala City: 2017
- Botswana Premier League: 1

Township Rollers: 2017-2018